# Degradação de pastagens

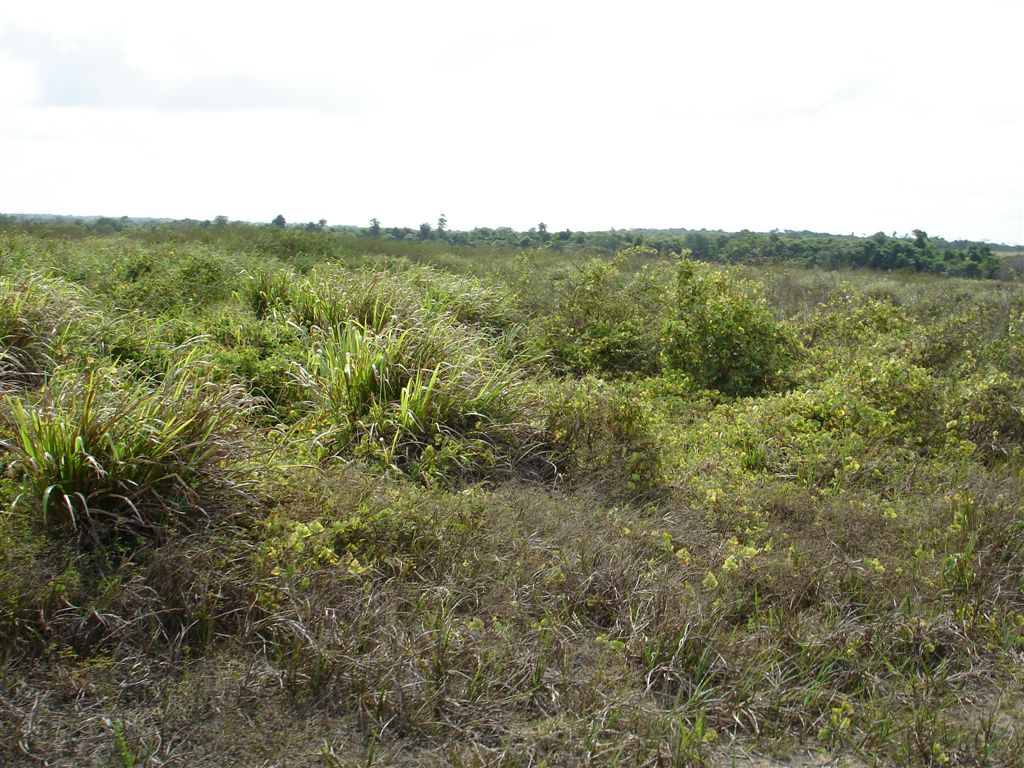
Uma pastagem degradada

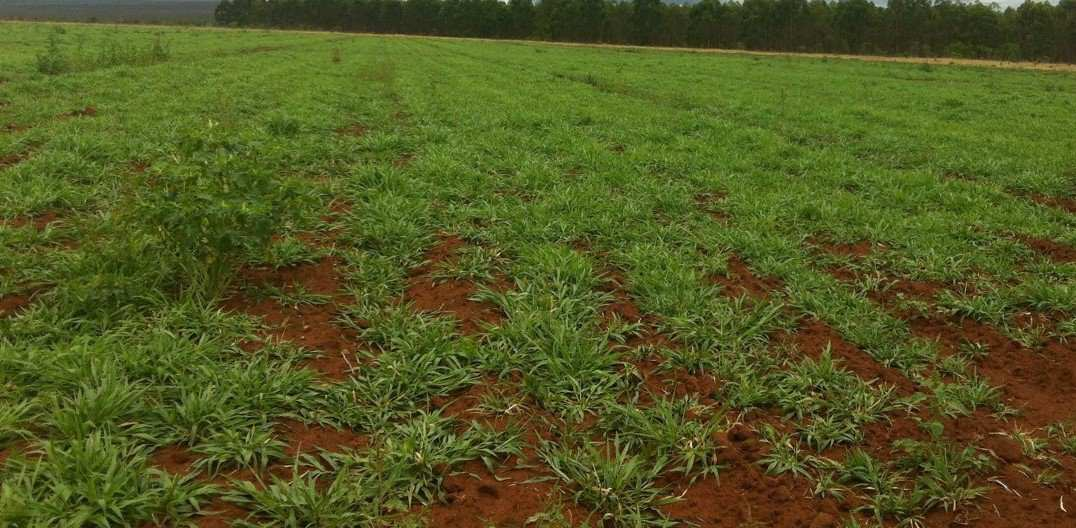
Recuperação de área de pastagem degradada com B. Ruziziensis

O processo de degradação da pastagens é um fenômeno complexo que envolve causas e consequências que levam a gradativa diminuição da capacidade de suporte da pastagem, culminando com a degradação propriamente dita.
Sendo um processo evolutivo da perda da produtividade, vigorosidade e das condições desejáveis do solo, ligadas aos níveis de produção e qualidade exigidas pelos animais, a degradação de pastagem, pode-se entender como a queda na produção e valor nutritivo da forragem, mesmo nas épocas que são favoráveis ao seu crescimento, em razão de manejos inadequados. Dessa forma, geralmente, essas pastagens são manejadas de forma inadequada sob lotação contínua aliado com a  baixa oferta de forragem, acarretando em altas pressões de pastejo, com a utilização de períodos mínimos de descanso, sendo incompatível com a manutenção do equilíbrio solo-planta-animal. 
A degradação de pastagens é um problema que afeta a pecuária mundialmente e no Brasil causa grandes prejuízos econômicos e ambientais. A identificação das causas e o entendimento dos processos de degradação são essenciais para o sucesso de programas de recuperação ou de manutenção da produtividade. As causas da degradação variam em cada situação específica, normalmente, mais de uma causa está envolvida no processo.
A recuperação de pastagens degradadas compreende diversas tecnologias de intensificação agrícola e, como tal, a sua adoção seria influenciada por fatores de natureza agronômica, econômica e social. As estratégias de recuperação de pastagens degradadas devem ser planejadas com base no conhecimento das principais causas de degradação.

## Causas da degradação das pastagens
O processo de degradação de pastagem é dinâmico e determinado por uma associação de causas e efeitos, que se ligam e resultam na gradativa diminuição de sua capacidade de suporte.  Ao certo, uma determinada área de pasto, deve-se ter número de animais em que são possíveis de manter, sem desencadear prejuízo para o desempenho destes e para o desenvolvimento da pastagem. Então, se a produção de forragem torna-se insuficiente para manter um determinado número de animais, numa mesma área, por dado período de tempo, muito provavelmente que esta pastagem esteja degradando. 
Para Oliveira (2007) as causas da degradação, normalmente, estão relacionadas com fatores resultantes do estabelecimento e manejo das pastagens, tendo como as mais importantes:
- Utilização de germoplasma forrageiro com baixa adaptabilidade às condições edafoclimáticas locais.

- Tipo de solo: características químicas (acidez e fertilidade do solo), físicas (estrutura, densidade aparente, porosidade, textura, taxas de infiltração de água e profundidade) e microbiológicas (biomassa e atividade microbiana).

- Falha no estabelecimento das pastagens (preparo, correção e adubação do solo; uso de sementes com baixo valor cultural; densidade, sistema e métodos de plantio inadequado; manejo inicial precoce e com a utilização excessiva de animais).

- Ocorrência de pragas, doenças e plantas invasoras.

- Manejo das pastagens (superpastejo; períodos curtos de descanso ou incompatíveis com a curva de crescimento das plantas forrageiras).

- Fatores abióticos (excesso ou falta de chuvas; drenagem deficiente; compactação do solo).

## Sinais de degradação de pastagens
Os sinais de degradação de pastagens nem sempre são visíveis, o que torna difícil detectar a primeira causa da degradação, pois ela provoca uma reação em cadeia. A frequência de plantas invasoras, a densidade de plantas forrageiras e o percentual de cobertura de solo pelas plantas desejáveis são parâmetros que podem ser utilizados para avaliação e escolha do método adequado para a recuperação ou renovação. A degradação das pastagens em seus estágios mais avançados caracteriza-se modificação da dinâmica da comunidade vegetal, onde as espécies desejáveis (plantas forrageiras) cedem lugar a outras, de menor ou quase nenhum valor forrageiro, e pelo declínio na produtividade de forragem, com reflexos na produção animal. 

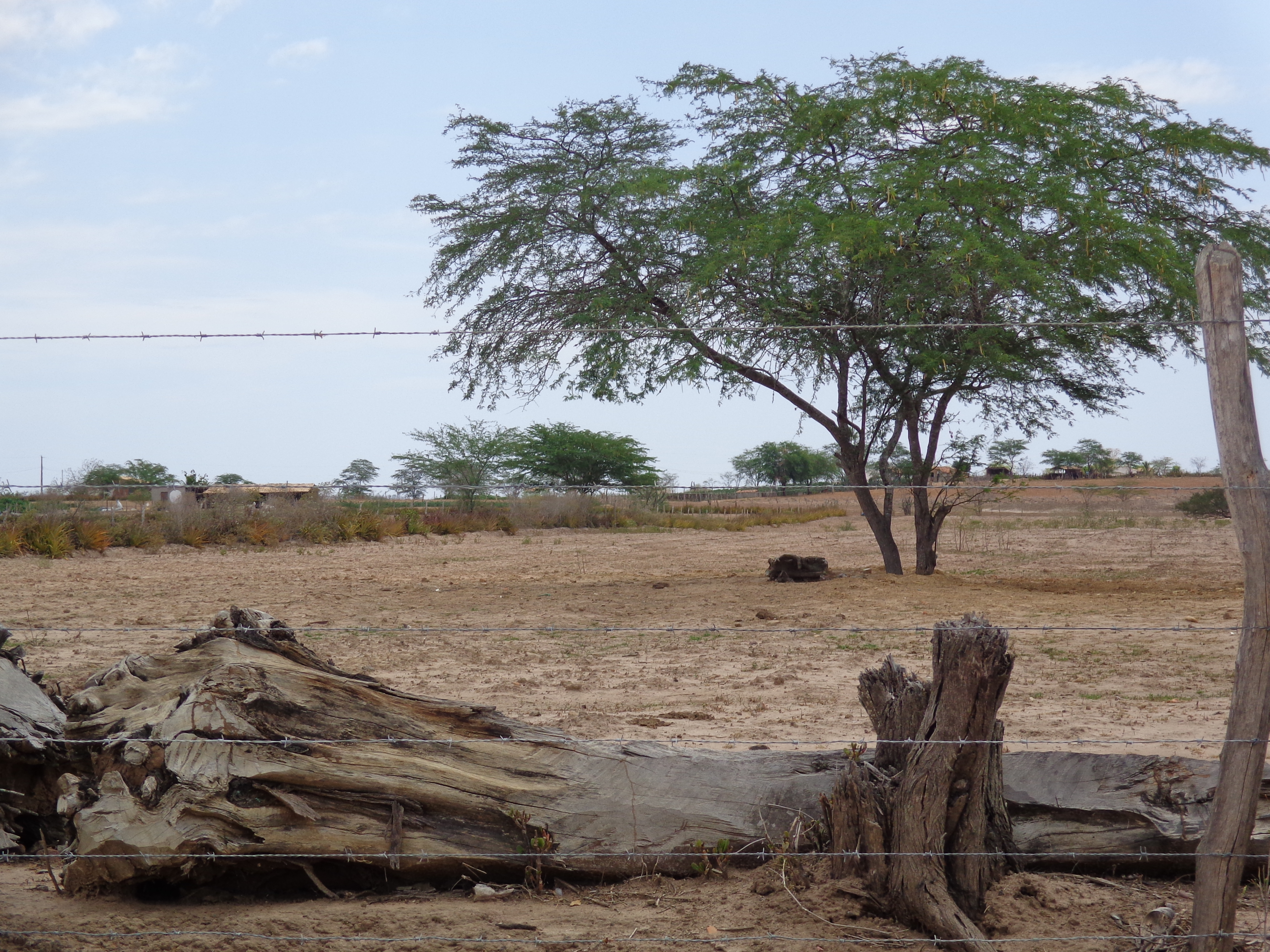
Pastagem seca em meio ao clima árido do sertão

Assim, de acordo com  Vieira e Kichel (1995) o grau de degradação de pastagem pode ser avaliado facilmente com a observação de algumas características:
Disponibilidade de forragem: pastos baixos, com escasso material disponível.
Capacidade de rebrota: produção de máteria seca não reage a vedação prolongada, mesmo sob condições climáticas favoráveis.
Cobertura vegetal: presença de áreas sem vegetação.
Taxa de lotação: muito baixa para o potencial de planta forrageira.
Ganho de peso dos animais: abaixo do possível para a categoria.
Plantas invasoras e pragas: infestação por plantas invasoras e eventual aparecimento de pragas.
Propriedades do solo: compactação, sinais de erosão e de deficiências nutricionais.
Para se avaliar o estágio de degradação das pastagens cultivadas, colocando em pauta a grande diversidade das características morfologicas e fisiologicas das plantas forrageiras e dos ecossistemas em que estas são cultivadas, a determinação de critérios torna-se complexos. 
Desse modo, NASCIMENTO JUNIOR et al., 1994, cita a classificação adotada pela Escola Americana de Manejo de Pastagem Nativa em utilização de quatro classes de condição da pastagem, na qual a produtividade da planta forrageira em cada situação pode estar:
1. Excelente: quando produz 75% a 100% de toda a forragem, sob um manejo prático e adequado. 
2. Boa: quando produz 50% a 75% de toda a forragem. 
3. Razoável: quando produz 25% a 50% de toda a forragem. 
4. Pobre: quando produz menos que 25% de toda a forragem. 

## Estratégias de Recuperação
Existem várias técnicas para recuperação de uma pastagem degradada, que visam aumentar a produtividade e melhoramento da qualidade da forragem, tais como: manejo de pastagem, melhoramento da fertilidade do solo, controle de invasoras e pragas,  introdução de espécies, descompactação do solo, integração lavoura/pecuária. As quais podem ser tomadas isoladamente ou em conjunto. 

### Manejo de pastagem
A utilização de forragem produzida, que é influenciada pela carga animal ou no tamanho da intensidade de desfolha, estabelece forte interação com a disponibilidade de plantas, em consequência da oferta forrageira, lotação de piquetes e do consumo animal. Nas pastagens superpastejadas, ocorre o crescimento da redução da parte aérea das plantas, nas quais essas são excessivamente desfoliadas, por uma alta taxa de pressão de pastejo na área, ocasionado também a redução do sistema radicular,  que refletem negativamente na produção e qualidade de forragem. Já no subpastejo, o animal tem alta disponibilidade de matéria vegetal, favorecendo a seletividade por determinada espécies, que acabam sendo continuamente desfolhadas e eliminadas, enquanto as outras de menor aceitabilidade, com o tempo envelhece e perde sua qualidade nutritiva. Tornando-se claro, portanto, a utilização de sistema de pastejo, na busca de proporcionar à planta forrageira condições ideais para sua rebrotação, levando-se em consideração uma lotação ótima para pressão de pastejo. 

#### Subdivisão de pastagem
A subdivisão de pastagem, permite um maior aproveitamento da forragem produzida, favorecendo a utilização mais racional deste, pois evita o desperdício pelo subpastejo, ou o rebaixamento excessivo das plantas pelo superpastejo, além de viabilizar o manejo do rebanho e pastagens. Sendo assim, a subdivisão de pastagem deve ser utilizada, independente do sistema de pastejo empregado. 

#### Ajuste de manejo
Quando detectado o superpastejo, deve-se reduzir a carga animal, na busca do equilíbrio do número de animais que se utiliza da pastagem, levando em consideração a capacidade de suporte limite, que se da pelo número de cabeças (animal) suportados pela pastagem, sem causar sua degradação.

### Melhoramento da Fertilidade do Solo
Fertilidade dos solos e produtividade da pastagem, possuem uma estreita relação, proporcionando assim maiores valores no desempenho animal.
Desse modo, para se ter uma agricultura sustentável, torna-se necessário o uso de corretivos e fertilizantes em quantidades apropriadas, a fim de seguir critérios racionais que possibilitem conciliar o resultado econômico positivo com conservar os recursos naturais, conferindo a máxima expressão do potencial produtivo das plantas.
A técnica de calagem e adubação, deve-se ser efetuadas conforme os resultados de análise de solo da área da pastagem a ser recuperada, na qual resultará na decisão sobre os fertilizantes a ser aplicados, e suas quantidades, que se dá pelas exigências nutricionais da (s) espécie (s) forrageira (s) presente (s), ou a ser(em) incorporada (s).

### Controle de plantas invasoras
As plantas invasoras, são consideradas como consequência do manejo inadequado de pastagens, pois apoderam-se dos espaços que são deixados livres pelas forrageiras. Assim, torna-se um empecilho para reverter o processo de degradação de pastagens, e restabelecimento da produção das forrageiras. 
Desse modo, Dias Filho (1998), relata que além do manejo da pastagem, a competição imposta pelas plantas daninhas constitui em fator importante no processo da degradação.
Visando a recuperação da pastagem, o controle dessas plantas invasoras inclui a adoção de diferentes métodos, que impeçam a rebrotação destas. Essas práticas, variam conforme a realidade do local, pelas característica das invasoras, da pastagem, dentre outras, podendo-se ser a roçada, arranquio ou o uso de herbicidas. 

### Descompactação do solo
Quando se tem a degradação de pastagem por compactação do solo, a utilização de métodos físicos pode, proporcionar bons resultados no melhoramento das condições físicas do solo, tendo como resultado melhoria na aeração, infiltração da água, desenvolvimento e a penetração das raízes das plantas forrageiras. Dependendo do grau de compactação, a interferência será superficial ou profunda, com adoção de implementos agrícolas.

### Integração lavoura/pecuária
Considerando-se as grandes áreas que devem ser renovadas, algumas técnicas tem-se tornado um grade obstáculo na recuperação de pastagens, devido ao seu alto custo, principalmente por conta da mecanização e aplicação de adubos. Dessa forma, algumas alternativas torna-se viáveis na minimização dos custos de implantação de pastagens, e maximização na manutenção da produtividade, tais como:  a associação de culturas (arroz, milho, feijão, sorgo, soja) com forragens, na exploração de atividades agrícolas e pecuárias. Contudo, deve-se tentear ao conhecimento da compatibilidade das espécies a serem cultivadas, sendo como ideal uma boa implantação da forrageira, sem que esta afete a produção de grãos das culturas. 
Tendo como fundamento a diversificação da produção, a integração lavoura-pecuária possibilita o aumento da eficiência da utilização dos recursos decorrentes da natureza,  aproveitando a adubação residual da lavoura, acarretando na maior ciclagem de nutrientes e melhoria nas propriedades físicas, químicas e biológicas do solo.

## Sistema Pousio
O Pousio da pastagem degradada pode ser considerado como forma de recuperação, através do processo natural de sucessão secundária. A adoção, pelos produtores, do sistema pousio, em pastagens degradadas, dependeria no entanto da disponibilidade de terras (pelo fato de que a área em pousio ter que ficar indisponível para a atividade agrícola em tempo indeterminado), de mão-de-obra (para a implantação e manutenção do sistema de manejo da vegetação secundária) e reserva secundária (já que, pelo menos temporariamente,a área ficaria economicamente improdutiva). Uma aplicação prática desse sistema seria a recuperação da vegetação arbórea de áreas que não deveriam ter sido originalmente desmatadas, como aquelas situadas as margens de curso d'água (mata ciliar), ou sob relevo muito declivoso, como em encostas de morros.

## Tecnologia para recuperação de pastagem
Uma técnica bastante utilizada para a recuperação de pastos degradado é o Sistema Voisin, que é um plantio de leguminosos nas áreas degradadas, utilização de grade pesada, a ressemeadura da planta forrageira associada com o plantio de alguma cultura anual, a vedação por longos períodos de tempo e a integração lavoura-pecuária. Porém, essas técnicas devem ser associadas com muito critério, pois algumas delas não mudam ou não solucionam a causa da degradação dos pastos, que são o manejo inadequado da lotação animal e da forragem e da fertilidade do solo, e sim criam condições de respostas passageiras, que adiam o processo final da recuperação por mais dois ou três anos.